# Marta Agudo
Marta Agudo Ramírez (Madrid, 1971-Madrid, 13 de abril de 2023) fue una poeta y crítica literaria española.

## Trayectoria
Agudo se doctoró en Filología hispánica con la tesis La poética romántica de los géneros literarios: el poema en prosa y el fragmento en el siglo XIX en España, y ha trabajado como profesora en la Universidad de Barcelona (UB). Colaboró con el Instituto Cervantes en el desarrollo de su biblioteca virtual, donde también ha participado en ciclos y lecturas poéticas.
De 2004 a 2008, dirigió en Madrid la colección de poesía y pintura El Lotófago de la Galería Luis Burgos, y ha sido miembro del equipo de redacción de la revista de poesía Nayagua, que edita la Fundación Centro de Poesía José Hierro. En 2009, colaboró en el homenaje realizado a la figura y obra del escritor y poeta José Ángel Valente en el Círculo de Lectores en Madrid, con un texto que está incluido en el libro Presencia de José Ángel Valente.
Como investigadora, Agudo se especializó en la vida y la obra de José Ángel Valente, del que publicó dos trabajos: Pájaros raíces. En torno a José Ángel Valente (2010), junto al ensayista y poeta Jordi Doce, y Valente vital (2012) con Claudio Rodríguez Fer y Manuel Fernández Rodríguez. También estudió la obra de la escritora Francisca Aguirre de quien reeditó la obra Los trescientos escalones: (1973-1976) (Bartleby, 2012). Fue responsable de la edición de los títulos de Ana María Navales, el libro de ensayos Los senderos que se bifurcan. Escritores hispanoamericanos del siglo XX  (Barteby,2008) y la novela El final de una pasión (Bartleby, 2012). 
En el campo de la crítica literaria, colaboró en revistas especializadas como Quimera, Ámbito Literario, Letra Internacional o Turia, entre otras. Además, tradujo el libro Tot és ara i res (Todo es ahora y nada) del poeta Joan Vinyoli.
En su primera obra, Fragmento, publicada en 2004, agrupó sesenta poemas en los que reflexiona sobre la angustia existencial y el concepto de libertad a través de una estética minimalista. Historial, publicado en 2017, que aborda aspectos relacionados con el dolor y la enfermedad, fue seleccionado por la crítica como uno de los mejores libros de poesía de ese año.
En 2012, colaboró con un soneto en el libro Cien mil millones de poemas: homenaje a Raymond Queneau. Sus poemas han sido incluidos en diversas antologías colectivas como la Antología de poesía Capital Animal, Sombras di-versas, que reúne una selección de poetas españolas actuales nacidas entre 1970 y 1991, y en la antología Naciendo en otra especie, así como en 12 + 1: Una antología de poetas madrileñ@s actuales (2012), en Poesía Pasión: Doce jóvenes poetas españoles y en Del alma a la boca.13 poetas madrileñas. Sus poemas han sido traducidos al árabe y al italiano.
Marta Agudo falleció el 13 de abril de 2023, víctima de un cáncer de mama diagnosticado cinco años antes y del que su último libro, Sacrificio (2021), había dejado testimonio poético.

## Reconocimientos
- En 2011 quedó finalista de los Premios Ausiàs March de poesía por su obra 28010.[25]
- En 2023 recibió a título póstumo el Premio de la Sonrisa de Cervantes de Honor, otorgado por la revista literaria Ágora, por su trayectoria.[26][27]

## Obra
Poesía
- 2004 - Fragmento. Editorial Celya. ISBN 9788495700438.
- 2011 - 28010. Editorial Calambur. ISBN 9788483592151.
- 2017 - Historial. Editorial Calambur. ISBN 978-84-8359-401-8.
- 2021 - Sacrificio. Bartleby Editores. ISBN 9788412265088.

Como editora
- 2005 - Campo abierto: antología del poema en prosa en España (1990-2005). Editorial Hiperión. ISBN 978-84-96238-28-2.
- 2010 - Pájaros raíces: en torno a José Ángel Valente. Editorial Abada, ISBN 978-84-96775-74-9.